# Adam Kaźmierczyk (duchowny)
Adam Kaźmierczyk (ur. 18 listopada 1920 w Jasieniu, zm. 14 stycznia 2004 w Grybowie) – polski duchowny rzymskokatolicki, proboszcz parafii św. Katarzyny w Grybowie i dziekan dekanatu Grybów. 

## Życiorys

### Młodość
Adam Kaźmierczyk wychował się w rodzinie wielodzietnej Stanisława i Katarzyny Kaźmierczyków. Spośród sześciorga dzieci, troje wybrało stan duchowny – Adam wybrał kapłaństwo, a jego dwie siostry życie zakonne w Zgromadzeniu SS. Felicjanek.
W 1939 r. zdał maturę w szkole w Brzesku, a następnie wstąpił do Wyższego Seminarium Duchownego w Tarnowie, którego rektorem był wówczas bł. ks. Roman Sitko. Formację do kapłaństwa rozpoczął w Błoniu koło Tarnowa, gdzie w pierwszym miesiącu pobytu został aresztowany wraz z innymi klerykami i ich przełożonymi, po czym więziony przez władze niemieckie w Tarnowie. Święcenia kapłańskie otrzymał 24 kwietnia 1945 z rąk ks. bpa Stanisława Rosponda. W roku 1951 uzyskał tytuł magistra teologii Uniwersytetu Jagiellońskiego w Krakowie.

### Praca duszpasterska
Po święceniach rozpoczął pracę duszpasterską jako wikariusz w Ropczycach (1945–1948), a następnie w parafii katedralnej w Tarnowie, pełniąc równocześnie obowiązki rektora kościoła Matki Bożej Szkaplerznej w Tarnowie oraz kapelana Zakładu Poprawczego w Tarnowie.
Dnia 11 marca 1962 r. rozpoczął pracę jako proboszcz parafii św. Katarzyny w Grybowie i dziekan dekanatu grybowskiego. Ponadto pełnił funkcję ojca duchownego dekanatu Grybów. Pisał także artykuły do czasopism „Wzrastanie” i „Kurier Grybowski”. Rozwijał na terenie miasta poradnictwo przedmałżeńskie i rodzinne, nabożeństwa i spotkania dla ludzi starych i chorych, młodzieży i studentów. W roku 1977 utworzył orkiestrę parafialną, a w roku 1987 poświęcona została nowa plebania, nad której budową czuwał. W czasie jego posługi w Grybowie wykonano remont kościoła św. Katarzyny, zakupiono wysokiej klasy organy projektu prof. Jana Jargonia (organizowane były koncerty muzyki organowej z udziałem zagranicznych wykonawców z Norymbergi, Essen i Hagi), zmodernizowano dzwony kościelne, wybudowano mur podporowy i ogrodzenie wokół kościoła. Czynił usilne starania, które doprowadziły do ogłoszenia przez bpa tarnowskiego Jerzego Ablewicza (dekretem z dnia 24 grudnia 1974 r.) kościoła grybowskiego – sanktuarium maryjnym – Matki Bożej Przedziwnej. Obowiązki proboszcza wykonywał do 1987 roku, kiedy to przeszedł na emeryturę. Przez okres pobytu w Grybowie pełnił funkcję kustosza Muzeum Parafialnego w Grybowie, aż do swojej śmierci w 2004 roku.

## Odznaczenia, tytuły, wyróżnienia
- 1975 – godność Kapelana Jego Świątobliwości
- 1995 – Honorowy Obywatel Miasta Grybowa[7]
- 2003 – nagroda czasopisma dla młodzieży „Wzrastanie”